# WWE Speed
WWE Speed é um wrestling profissional streaming de programa de televisão americano produzido por WWE. Ele vai ao ar na plataforma de mídia social X. Speed apresenta lutadores das marcas Raw, SmackDown e NXT da WWE. Os episódios têm uma partida cada com um limite de tempo de três minutos, que são gravados nos dias de semana anteriores a Monday Night Raw e Friday Night SmackDown. A série estreou em 3 de abril de 2024, com dois episódios.

## História
Em 7 de fevereiro de 2024, a promoção americana wrestling profissional WWE registrou a marca registrada do nome "WWE Speed" para um programa no ringue em que o conceito seria que a luta de wrestling profissional teriam um limite de tempo de cinco minutos. O conceito foi testado pela primeira vez como dark matches após a gravação de SmackDown em 15 de dezembro de 2023. Em 8 de fevereiro, durante a conferência de imprensa do WrestleMania XL Kickoff, a WWE anunciou uma parceria com o X para apresentar WWE Speed, que seria transmitido semanalmente na plataforma de mídia social. O acordo entre WWE e X foi confirmado por dois anos. Também foi revelado que as lutas de cada episódio seriam exclusivas da plataforma e não seriam reaproveitadas de outros programas da WWE, e contaria com lutadores de todas as três brands: Raw, SmackDown e NXT.
Em 27 de março, o comentarista da WWE Corey Graves anunciou que “Speed” estrearia na quarta-feira, 3 de abril, mas as partidas teriam três minutos de duração. Também foi anunciado um torneio para coroar o inaugural WWE Speed Champion masculino. O episódio de estreia, que foi carregado às 12h. Hora do Leste (ET), viu Ricochet derrotar Dragon Lee. Cerca de 30 minutos depois, a WWE carregou um segundo episódio em que Bronson Reed derrotou Cedric Alexander. Graves serviu como único comentarista dos episódios.

## Campeões
| Campeonato                     | Campeão atual(s) | Campeão atual(s) | Reinado | Data conquista    | Dias realizado | Dias rec. | Localização          | Notas | Ref.         |
| ------------------------------ | ---------------- | ---------------- | ------- | ----------------- | -------------- | --------- | -------------------- | --- | ------------ |
| WWE Speed Championship         |                  | Andrade ‡        | 1       | 7 de Junho 2024   | 286            | 279       | Louisville, Kentucky | Derrotou Ricochet em Speed. WWE reconhece o reinado de Andrade como começando em 14 de junho de 2024, quando a partida foi ao ar em fora do ar.                                                           | [ 7 ] [ 8 ]  |
| WWE Women's Speed Championship |                  | Candice LeRae ‡  | 1       | 4 de Outubro 2024 | 167            | 162       | Nashville, Tennessee | Derrotou Iyo Sky na final de um torneio para se tornar o campeão inaugural em Speed. A WWE reconhece o reinado de LeRae como começando em 9 de outubro de 2024, quando a partida foi ao ar em fora do ar. | [ 9 ] [ 10 ] |

## Personalidades no ar

### Comentaristas
| Comentaristas | Posse                         |
| ------------- | ----------------------------- |
| Corey Graves  | 3 de abril de 2024 – presente |

### Anunciador de ringue
| Anunciador de ringue                      | Data de início                |
| ----------------------------------------- | ----------------------------- |
| Mike Rome, Samantha Irvin e Alicia Taylor | 3 de abril de 2024 – presente |